# Герб Олівейри-ду-Ошпітала
Ге́рб Оліве́йри-ду-Ошпіта́ла — офіційний символ міста Олівейра-ду-Ошпітал, Португалія. Використовується як територіальний герб. У золотому щиті дві зелені перехрещені оливкові гілки зі срібними квітами, перев'язані червоною стрічкою. Над ними, у главі щита, червоний щиток зі срібним мальтійським хрестом. Обабіч щитка два пурпурні виноградні грона із зеленим листям. Низ щита перетятий трьома хвилястими смугами — синьою, срібною і синьою. Щит увінчує срібна мурована міська корона з п'ятьма вежами.  Під щитом біла стрічка, на якій великими літерами напис португальською: «Oliveira do Hospital» (Олівейра-ду-Ошпітал).  Офіційно затверджений 31 жовтня 2003 року. Створений на основі попереднього містечкового герба, ухваленого 20 вересня 1938 року.  

## Галерея

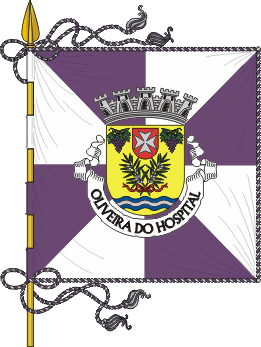
Прапор